# 加拿大边境服务局

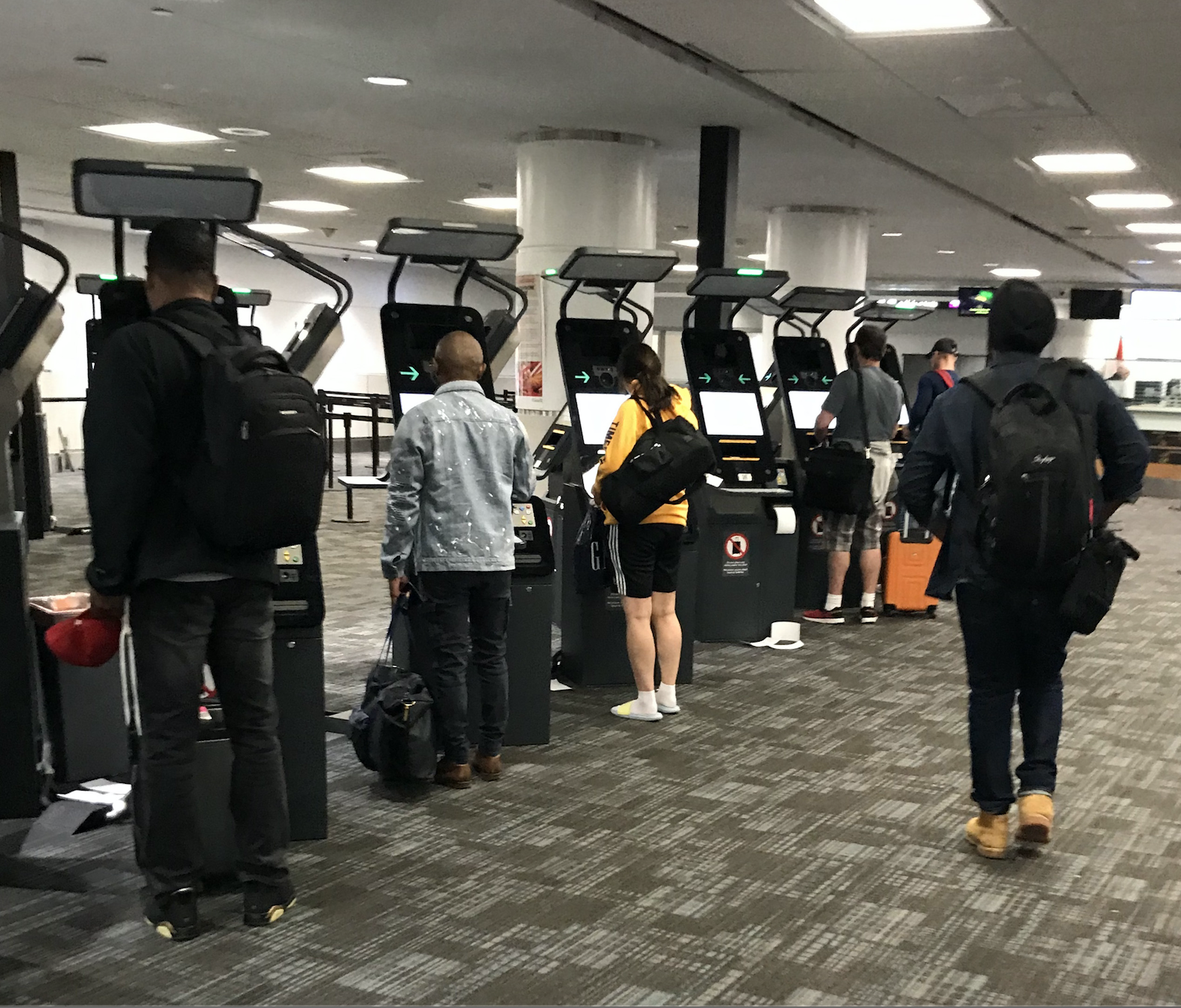
多伦多国际机场的自助通关设施

加拿大边境服务局（英語：Canada Border Services Agency；简称CBSA）是加拿大负责边境执法，移民执法和海关服务的联邦机构。

## 历史
加拿大边境服务局成立于保罗·马丁就任第21任加拿大总理当天的2003年12月12日。由原来的加拿大海关和税务局拆分出来的海关部门，以及原加拿大公民与移民部（CIC）和原加拿大食品检验局的边境执法部门，合并而成。该部门由2005年11月3日御准的《加拿大边境服务局法案》正式批准成立。